# Niccolò Michelozzi
Niccolò Michelozzi (5 décembre 1444- 20 janvier 1526) est un homme d'État florentin de la fin du XVe et du début du XVIe siècle. Il succède en 1512 à Nicolas Machiavel au poste de secrétaire de la république de Florence.

## Famille
Niccolò Michelozzi est le fils de l'illustre architecte et sculpteur florentin, Michelozzo di Bartolommeo Michelozzi (1396-1472), dit Michelozzo, architecte favori de Cosme de Médicis, et de Francesca Galigari. Son frère, Bernardo Michelozzi, chanoine et humaniste, est le précepteur de Jean de Médicis (1475-1521), futur pape Léon X.
Niccolò Michelozzi se marie en 1484. Sa fille Antonia épouse en 1518 Giuliano di Bartolomeo Baldi, et son fils Lorenzo épouse en 1520 Lisabetta di Bernardo Rossi.
Il se forme à l'école de Marsilio Ficino. Ange Politien est un ami d'enfance.
La famille possède une maison sur la Via Larga à Florence ; en plus, elle est également propriétaire d'un vignoble dans lequel se trouve une autre maison.

## Parcours
Sa présence à la chancellerie de Florence est attestée dès 1468. Écrivain, il entre au service de Laurent de Médicis dit Laurent le Magnifique, dont il est le secrétaire à partir de 1471. Homme fidèle et précieux, il devient un des membres les plus éminents de la classe dirigeante de Florence. Chargé d'occuper plusieurs fonctions publiques, il est notamment notaire, puis officier des impôts, puis encore rédacteur des lois de la chambre de la ville de Florence (1475-1480), avant de travailler à la chancellerie des Médicis.
Devenu diplomate, il est envoyé à Milan avec le titre d'Ambassadeur extraordinaire en 1485. Après plusieurs mission à titre d'ambassadeur, à Rome (1489), Pérouse (1490) puis Naples (1491), et à la suite de la mort de Laurent de Médicis le 8 avril 1492, il retrouve son poste de notaire à Florence.
La chute des Médicis (1494) provoque sa marginalisation. Il est emprisonné, alors que ses maisons sont pillées. Acquitté l'année suivante, il réoccupe son poste de notaire avant de se lancer dans le commerce de la soie et des épices notamment, qui lui apportent une richesse considérable. Après la chute du régime de Pier Soderini et le retour des Médicis en 1512, il est nommé Chancelier de la République de 1512, en remplacement de Nicolas Machiavel, avec le salaire de 200 florins. Il occupe ce poste jusqu'à sa mort en 1526.
Décédé le 20 janvier 1526 à Florence, il est enterré, comme l'a été son père, dans l'église San Marco.